# Markušovce
Markušovce é um município da Eslováquia, situado no distrito de Spišská Nová Ves, na região de Košice. Tem 18,51 km² de área e sua população em 2018 foi estimada em 4.606 habitantes.

## Demografia
| Ano:        | 1994 | 2004    | 2014    | 2024    |
| ----------- | ---- | ------- | ------- | ------- |
| Broj ljudi: | 2835 | 3533    | 4252    | 4843    |
| Razlika:    |      | +24,62% | +20,35% | +13,89% |

| Ano:               | 2023 | 2024   |
| ------------------ | ---- | ------ |
| Número de pessoas: | 4796 | 4843   |
| Diferença:         |      | +0,97% |